# Mohammed Awad
Pour les articles homonymes, voir Awad.
Mohammed Awad, né le 5 février 1949 à Alexandrie à Alexandrie, est un joueur de squash égyptien.  Il atteint, la 9e place mondiale sur le circuit international, son meilleur classement. 
Son jeune frère Gamal Awad est également un joueur de squash réputé.

## Biographie
Après sa carrière, il est entraîneur à Munich et dans ce cadre, il joue au squash avec le secrétaire américain à la défense Donald Rumsfeld après avoir auparavant joué avec le président égyptien Moubarak.
Il est champion de Suède en 1995, date à laquelle les championnats de Suède sont ouverts aux étrangers.

## Palmarès

### Titres
- Championnats d’Égypte : 1976

### Finales
- Championnats d’Égypte : 2 finales (1972, 1975)